# Premio Juan Lladó
El premio Juan Lladó es el galardón más prestigioso que se concede en España en el campo del mecenazgo cultural y la investigación. Fue instituido por la Fundación José Ortega y Gasset y el Instituto de empresa en octubre de 1985 para premiar la tarea de los empresarios en los campos mencionados.  El galardón consiste en una escultura de Pablo Serrano y su primera entrega tuvo lugar en 1986. El presidente del jurado es el ganador del último galardón.

## Premiados
- 1986 - Ramón Areces Rodríguez[1]
- 1987 - José Ángel Sánchez Asiaín[2]
- 1988 - Juan March Delgado[3]
- 1989 - Manuel Gómez de Pablos[4]
- 1990 - Carmela Arias y Díaz de Rábago[5]
- 1991 - Pere Duran Farell[6]
- 1992 - Javier Benjumea Puigcerver[7]
- 1993 -  Plácido Arango[8]
- 1994 - Jesús de Polanco[9]
- 1995 - Isidoro Álvarez Álvarez[10]
- 1996 - Carlos Ferrer Salat[11]
- 1997 - Emilio Ybarra[12]
- 1998 - José Ferrer Sala[13]
- 1999 - Juan Abelló Gallo[14]
- 2000 - José Vilarasau Salat[15]
- 2001 - Germán Sánchez Ruipérez[16]
- 2002 - Jordi Clos Llombart[17]
- 2003 - Enrique Valentín Iglesias García[18]
- 2005 - Rafael del Pino y Moreno[19]
- 2007 - Helena Revoredo Delvecchio[20]